# Die verrückten Nachbarn
Die verrückten Nachbarn ist ein US-amerikanischer Spielfilm aus dem Jahr 1981 basierend auf dem gleichnamigen Buch von Thomas Berger.

## Handlung
Earl Keese ist ein typischer Vorstadtbürger. Er gehört der Mittelschicht an, ist verheiratet und hat eine Tochter und führt ein ruhiges, beschauliches Leben. Mit diesem ist es vorbei, als nebenan ein jüngeres Ehepaar einzieht. Vic und Ramona drängen sich der Familie förmlich auf. Earl ist einerseits vom übereifrigen und großmäuligen Vic abgestoßen, andererseits verwirrt ihn die attraktive und leichtlebige Ramona. Er wird zunehmend frustrierter darüber, dass er keinen richtigen Umgang mit den Nachbarn findet. Seine Familie ist ihm dabei keine Hilfe, insbesondere seine Frau ignoriert die Besonderheiten der Nachbarn geflissentlich. Earl steigert sich in diesen Konflikt bis an den Rande des Wahnsinns hinein, als bei ihm plötzlich ein Sinneswandel eintritt. Er beschließt sein Vorstadtleben aufzugeben und sich Vic und Ramona anzuschließen.

## Kritik
Roger Ebert bewertete den Film wohlwollend. Die erste Stunde des Films gefiel ihm deutlich besser als das Ende, das mit vorhersehbaren Wendungen aufwartet.

„Weitgehend gefällige absurde Komödie, die jedoch zu unverbindlich bleibt, um als Satire bestehen zu können.“